# ジャリル・アニババ
ジャリル・アニババ（Jalil Anibaba、1988年10月19日 - ）は、アメリカ合衆国の元プロサッカー選手。現役時代のポジションはDF。

## クラブ経歴
2011年1月14日、MLSスーパードラフトの1巡目（全体9人目）でシカゴ・ファイアーFCに指名された。3月19日、シーズン開幕戦のFCダラス戦でプロデビュー。3月30日、USオープンカップのコロラド・ラピッズ戦でプロ初ゴールを決めた。
2014年1月、シアトル・サウンダーズFCに移籍。この取引ではアニババとMLSスーパードラフト指名権（2014年の8位目指名権・2015年MLSスーパードラフトの条件付き3巡目指名権）がシアトル・サウンダーズにトレードされた一方、サウンダーズからは2014年MLSスーパードラフト13位指名権と選手2名（ジョン・ケネディ・ウルタド、パトリック・イアンニ）がトレードされた。
2014年12月10日、MLSエクスパンションドラフトでオーランド・シティSCに指名された。直後、オーレリアン・コリンとのトレードでスポルティング・カンザスシティに移籍。
2015年シーズン終了後にカンザスシティを退団し、ヒューストン・ダイナモにフリーで加入。
2018年2月、フリーでニューイングランド・レボリューションに加入。
2019年11月19日、MLSエクスパンションドラフトでナッシュビルSCに指名された。
2022年1月14日、コロンバス・クルーに1年契約で移籍した。2月13日に現役引退を表明した。